# Islands demografi
Islands demografi övervakas av myndigheten Hagstofa Íslands. Islands befolkning var 376 000 i slutet av 2021.
Den isländska befolkningen ökat kraftigt under 2010-talet, vilket bland annat förklaras av stor efterfrågan på arbetskraft. Den största delen av befolkningen är koncentrerad till Reykjavíks storstadsområde, där omkring 60 procent av befolkningen bor.

## Historik
Befolkningen på Island har sedan bosättningstiden troligen fluktuerat mellan cirka 30 000 och 80 000 invånare. Officiell befolkningsstatistik finns från och med år 1703, då antalet invånare uppgick till 50 358. Motsvarande siffra år 2020 var 368 792.
Under 2000-talet ökade inflyttningen, främst från europeiska länder.
Bland de största migrantgrupperna märks polacker, med över 20 000 personer, vilket gör dem till den enskilt största minoriteten i landet. Därefter följer personer födda i Danmark, Litauen, USA och Sverige.

## Etnicitet

### Utrikes födda
| Land           | 2010   | 2019   |
| -------------- | ------ | ------ |
| Polen          | 10 088 | 19 210 |
| Danmark        | 3 236  | 3 891  |
| Litauen        | 1 442  | 2 906  |
| USA            | 1 849  | 2 386  |
| Sverige        | 1 846  | 2 161  |
| Filippinerna   | 1 407  | 2 094  |
| Tyskland       | 1 697  | 1 969  |
| Lettland       | 641    | 1 762  |
| Storbritannien | 1 095  | 1 702  |
| Rumänien       | 205    | 1 536  |
| Thailand       | 1 062  | 1 375  |
| Norge          | 987    | 1 275  |
| Portugal       | 607    | 993    |
| Spanien        | 288    | 909    |
| Vietnam        | 479    | 840    |
| Frankrike      | 444    | 835    |
| Tjeckien       | 152    | 744    |
| Kina           | 481    | 686    |
| Kroatien       | 148    | 657    |
| Italien        | 217    | 482    |
| Slovakien      | 228    | 475    |
| Bulgarien      | 135    | 473    |
| Serbien        | 312    | 468    |
| Ungern         | 153    | 464    |
| Ryssland       | 294    | 452    |
| Ukraina        | 206    | 402    |
| Nederländerna  | 298    | 375    |
| Indien         | 274    | 357    |
| Kanada         | 229    | 337    |
| Övriga länder  | 4 284  | 9 185  |
| Totalt antal   | 35 117 | 61 401 |

Källa:

## Befolkningsprognos
| Befolkningsprognos | Befolkningsprognos | Befolkningsprognos | Befolkningsprognos |
| År                 | Låg                | Medel              | Hög                |
| ------------------ | ------------------ | ------------------ | ------------------ |
| 2014               | 325 671            | 325 671            | 325 671            |
| 2015               | 332 529            | 332 529            | 332 529            |
| 2020               | 340 418            | 342 716            | 346 279            |
| 2025               | 352 280            | 357 894            | 365 893            |
| 2030               | 361 853            | 371 796            | 385 405            |
| 2035               | 369 888            | 384 397            | 404 053            |
| 2040               | 376 580            | 395 866            | 422 047            |
| 2045               | 381 846            | 406 271            | 439 756            |
| 2050               | 385 536            | 415 627            | 457 317            |
| 2055               | 387 489            | 423 790            | 474 561            |
| 2060               | 387 597            | 430 545            | 490 976            |